# Clemens Lauteren (Politiker, 1786)

Clemens Lauteren

Clemens Friedrich August Lauteren (* 25. Oktober 1786 in Mainz; † 10. Oktober 1877 ebenda) war ein Mainzer Weinhändler, Unternehmer, hessischer Politiker und ehemaliger Abgeordneter der 2. Kammer der Landstände des Großherzogtums Hessen.

## Familie
Clemens Lauteren war der Sohn des Weinhändlers und Handelsrichters Christian Lauteren (1755–1843) und dessen zweiter Frau Maria Elisabeth, geborene Reinhart. Clemens Lauteren, römisch-katholisch, heiratete 1810 in Mainz Maria Franziska Katharina geborene Kayser (1791–1870), eine Tochter des Spediteurs G.L. Kayser. Aus der Ehe gingen Christian Ludwig, der als Unternehmer und Landtagsabgeordneter (1. Kammer der hessischen Landstände) das Erbe seines Vaters übernahm sowie drei weitere Kinder hervor.
Clemens Lauteren starb sieben Jahre nach seiner Frau, zwei Wochen vor seinem 91. Geburtstag. Er wurde auf dem Hauptfriedhof Mainz begraben.

## Ausbildung und Beruf

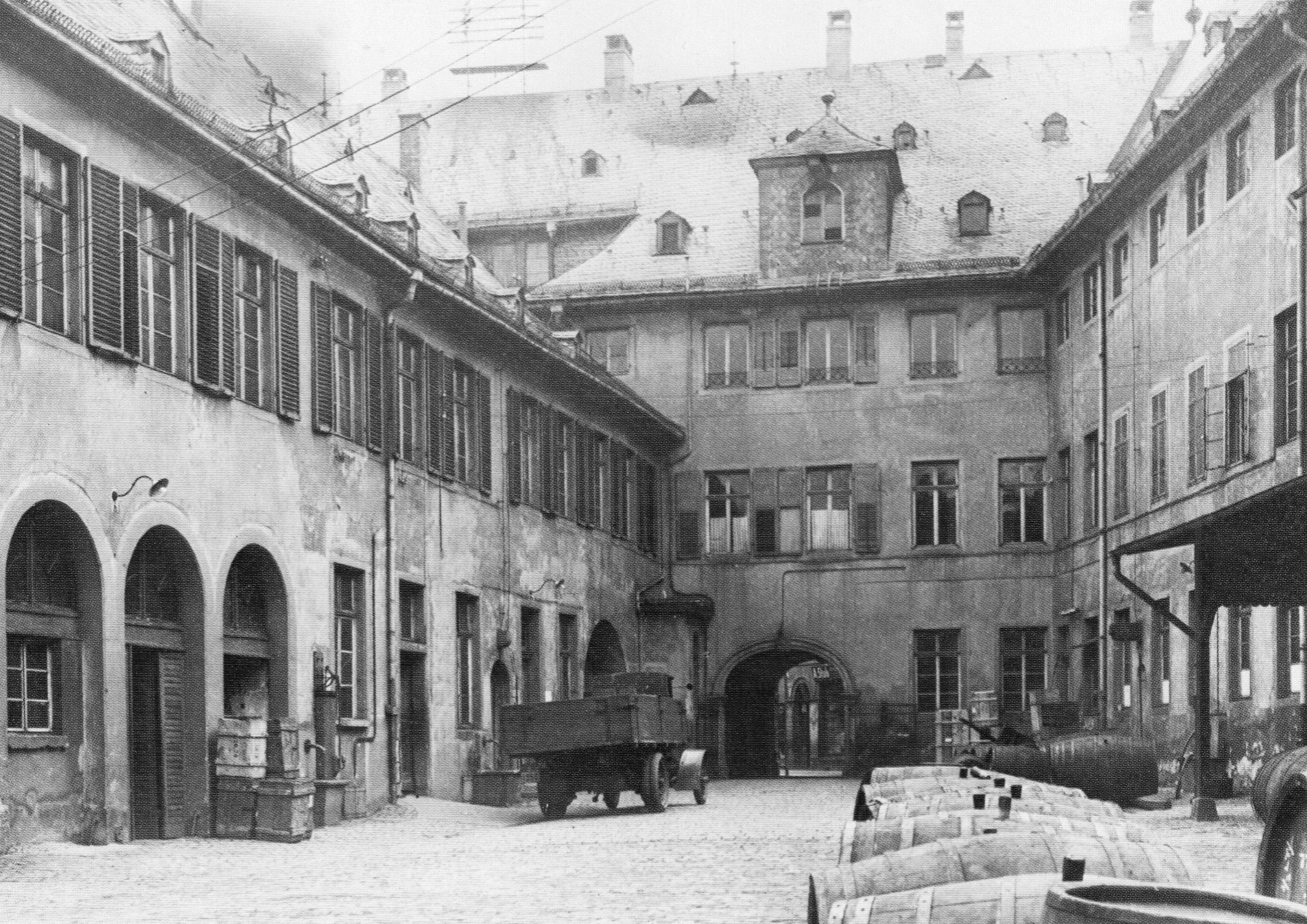
Lauternsche Haus, Emmeransstraße 23 (um 1915)

Die nach Clemens Lauteren benannte Lokomotive CL. LAUTEREN vor der Zentralwerkstatt der Hessischen Ludwigsbahn in Mainz

Clemens Lauteren übernahm den väterlichen Weinhandel. Er war einer der fünf Gründer der Hessischen Ludwigsbahn, dann zunächst Vizepräsident, von 1854 bis 1867 Präsident und schließlich Ehrenpräsident des Verwaltungsrates dieser Gesellschaft.
Er engagierte sich 1829 bis 1848 als Mitglied der Handelskammer und war 1835 bis 1849 und wieder 1851 bis 1853 Präsident des Handelsgerichtes. 1858 wurde er mit dem Titel eines geheimen Kommerzienrates ausgezeichnet.

## Politik
In der 10. Wahlperiode (1844–1847) war Clemens Lauteren Abgeordneter der zweiten Kammer der Landstände des Großherzogtums Hessen. In den Landständen vertrat er den Wahlbezirk Stadt Mainz. 